# 메리솔 니컬스
메리솔 니컬스(Marisol Nichols, 1973년 11월 2일 ~ )는 미국의 배우이다.

## 출연 작품
- 인 저스티스 (In Justice, 2006년)
- 블라인드 저스티스 (Blind Justice, 2005년, 한국어 성우:김지혜)
- 홈랜드 시큐리티 (Homeland Security, 2004년, 시즌 1(I))
- 로드 홈 (The Road Home, 2003년)
- 라우드 웨이너 (Laud Weiner, 2001년)
- 프린세스 앤드 더 마린 (The Princess and the Marine, 2001년)
- 리서렉션 빌보드 (Resurrection Blvd, 2000년)
- 프린세스 앤드 바리오 보이 (The Princess and the Barrio Boy, 2000년)
- 바우핑거 (Bowfinger, 1999년)
- 섹스 몬스터 (The Sex Monster, 1999년)
- 제인 오스틴스 마피아 (Jane Austen's Mafia!, 1998년)
- 캔 하들리 웨이트 (Can't Hardly Wait, 1998년)
- 스크림 2 (Scream 2, 1997년)
- 베가스 바케이션 (Vegas Vacation, 1997년)
- 프렌즈 (Friends 'Til the End, 1997년)
- 마이 가이즈 (My Guys, 1996년)